# Norair Aslanyan
Norair Aslanyan, né Norair Mamedov le 25 mars 1991 à Karahunj en Arménie, est un footballeur international arménien, qui évolue au poste de milieu offensif. 
Il compte sept sélections en équipe nationale depuis 2013.

## Biographie

### Carrière de joueur
Norair Aslanyan dispute 5 matchs en première division, et 117 matchs en deuxième division, pour 20 buts inscrits.

### Carrière internationale
Norair Aslanyan compte sept sélections avec l'équipe d'Arménie depuis 2013. 
Il est convoqué pour la première fois par le sélectionneur national Vardan Minasyan pour un match amical contre le Luxembourg le 5 février 2013 (1-1).

## Palmarès
- Avec le PEC Zwolle
  - Champion des Pays-Bas de D2 en 2012

- Avec le Willem II Tilburg
  - Champion des Pays-Bas de D2 en 2014

## Statistiques
Le tableau ci-dessous retrace la carrière de Norair Aslanyan depuis ses débuts :
| Saison                | Club                  | Championnat           | Championnat | Championnat | Coupe(s) nationale(s) | Coupe(s) nationale(s) | Arménie | Arménie | Total | Total |
| Saison                | Club                  | Division              | M.          | B.          | M.                    | B.                    | M.      | B.      | M.    | B.    |
| 2010-2011             | Cambuur Leeuwarden    | Eerste Divisie        | 7           | 0           | 1                     | 0                     | -       | -       | 8     | 0     |
| 2010-2011             | FC Groningen          | Eredivisie            | 5           | 0           | 1                     | 0                     | -       | -       | 6     | 0     |
| 2011-2012             | FC Zwolle             | Eerste Divisie        | 24          | 5           | 1                     | 0                     | -       | -       | 25    | 5     |
| 2012-2013             | FC Emmen              | Eerste Divisie        | 27          | 5           | 2                     | 0                     | 2       | 0       | 31    | 5     |
| 2013-2014             | Willem II Tilburg     | Eerste Divisie        | 22          | 2           | -                     | -                     | 3       | 0       | 25    | 2     |
| 2014-2015             | Almere City           | Eerste Divisie        | 33          | 7           | 4                     | 0                     | 2       | 0       | 39    | 7     |
| 2015-2016             | Almere City           | Eerste Divisie        | 25          | 4           | -                     | -                     | -       | -       | 25    | 4     |
| Total sur la carrière | Total sur la carrière | Total sur la carrière | 140         | 23          | 9                     | 0                     | 7       | 0       | 156   | 23    |